# Icterus nigrogularis
Icterus nigrogularis е вид птица от семейство Трупиалови (Icteridae).

## Разпространение
Видът е разпространен в Аруба, Бонер, Синт Еустациус, Саба, Бразилия, Венецуела, Гвиана, Колумбия, Кюрасао, Суринам, Тринидад и Тобаго и Френска Гвиана.